# Filosofía de la composición
Filosofía de la composición (título original en inglés: The Philosophy of Composition), también conocido como Método de composición, es un ensayo del escritor estadounidense Edgar Allan Poe publicado por primera vez en la revista Graham's Magazine de Filadelfia en el mes de abril de 1846. En el mismo, Poe propone una alambicada teoría acerca del método de escritura que debería usar todo autor que pretenda "escribir bien". Poe relata el proceso por el cual escribió su poema más famoso, El cuervo, para ilustrar su teoría, la cual se halla en contraste deliberado con el método de la "creación espontánea", expuesto, por ejemplo, por Coleridge en la explicación de su Kubla Khan.
El ensayo muestra la convicción de Poe de que una obra de ficción ha de ser escrita únicamente después de que el autor haya decidido, en primer lugar, cuál va a ser su desenlace y cuál la respuesta emocional o "efecto" que pretende causar en el lector. Sólo una vez que tales términos hayan sido determinados, pueden decidirse los demás asuntos pertinentes a la composición del trabajo, incluyendo, por ejemplo, el tema, el ambiente, los personajes, el conflicto y el argumento. En este mismo ensayo, Poe afirma que el cuento es el arte que mejor se adapta a la creación del efecto deseado, mucho más que los trabajos literarios de mayor extensión, dado que tales efectos se logran mejor en obras capaces de ser leídas en una "única sesión".
Puede decirse que el método de Poe representado en este ensayo ilustra una heurística a la inversa.
Sin embargo, la explicación de Poe del proceso de escritura es tan rígidamente lógica que algunos críticos (entre los que destaca G. R. Thompson, autor de una obra sobre la "ironía romántica" en los cuentos de Poe) han sugerido que el ensayo debe ser considerado en gran parte como una sátira o ironía del autor.